# Hojaldrina

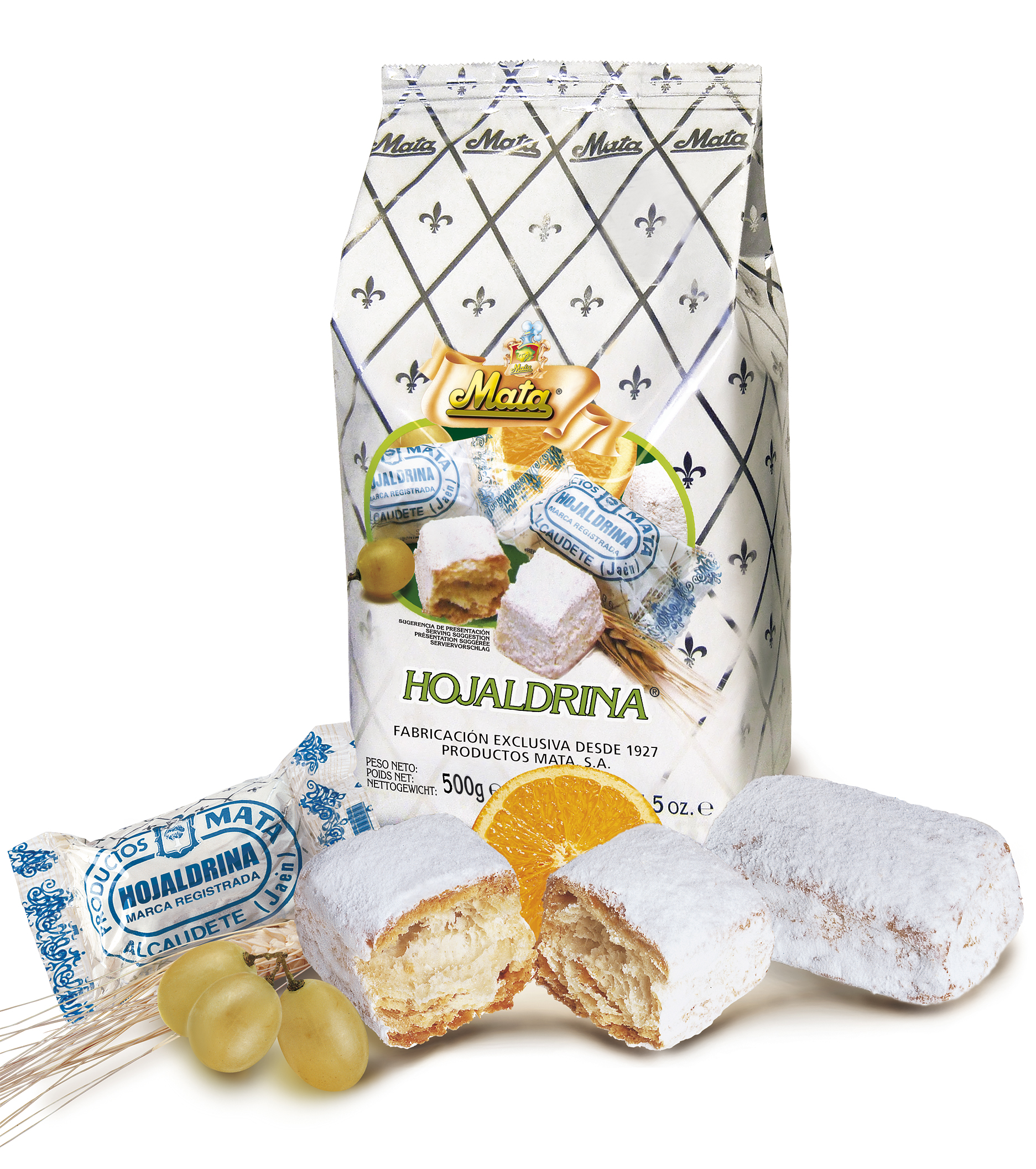
Bolsa de hojaldrinas

La hojaldrina  es un postre navideño típico de Andalucía, concretamente del pueblo de Alcaudete. Se trata de un pastelillo de hojaldre con aroma de naranja cubierto de azúcar glas, si bien existen variaciones con otros ingredientes como el cacao.
Sus ingredientes son: harina de trigo, manteca de cerdo, azúcar, zumo de naranja y vino.